# Dedalodesmus bacilloides
Dedalodesmus bacilloides är en mångfotingart som beskrevs av Filippo Silvestri 1927. Dedalodesmus bacilloides ingår i släktet Dedalodesmus och familjen fingerdubbelfotingar. Inga underarter finns listade i Catalogue of Life.